# 东乡街道
东乡街道，原为东乡镇，是中华人民共和国四川省达州市宣汉县下辖的一个乡镇级行政单位。2020年6月，撤销东乡镇、柳池镇、东林乡和三河乡，设立东乡街道和蒲江街道。以原东乡镇湖山社区、津碧社区、花园社区、文昌社区、龙岗社区、育才社区、城南社区、南岸社区、磨峡村、大梁村、秧田村和原东林乡观湖社区、桐油村、红界村、墩坡村、牛背村以及原三河乡所属行政区域为东乡街道的行政区域。

## 行政区划
东乡街道下辖以下地区：
津碧社区、文昌社区、花园社区、育才社区、宝寺社区、龙岗社区、湖山社区、华融社区、城南社区、石岭社区、南岸社区、鹰溪村、磨峡村、大石村、大梁村、拱桥村、秧田村、炉坪村、明月村、永安村、插旗村、周桥村、黄金槽村、兴隆村和龙背村。